# Cristina Morrison
Cristina Morrison, conocida como la Baroneza del Jazz es una cantante, compositora y actriz estadounidense-ecuatoriana. Nacida en Miami.

## Biografía
Durante su vida, sus lugares de residencia han sido ciudades de Ecuador y Estados Unidos. En su infancia descubrió que tocar el piano era su pasión, por lo que se dedicó a practicarlo durante cinco años. Años más tarde, en su adolescencia decidió estudiar actuación, lo cual la convirtió en actriz, cantante y bailarina. En la actualidad reside en Nueva York, y se encuentra dedicada a cantar, componer, grabar y hacer cine independiente
En sus inicios Cristina creó una banda de jazz llamada "The Baroness and her Lovers", que realizó los estándares de jazz durante seis años y realizó giras por todo el Ecuador.
Cristina tuvo participación en el festival latinoamericano de cine de Quito (Flacq), junto con "Agujero negro" y "Nadie nos mira"; son dos largometrajes que cuentan con la participación de la artista, los cuales se verán por primera vez en el Ecuador. En "Agujero negro" la artista estadounidense-ecuatoriana participa como productora ejecutiva, pero también como actriz en el papel de Tikki, una madre un tanto entrometida pero con buenas intenciones. se verán por primera vez en el Ecuador, en el marco del encuentro cinematográfico.
Cristina ha demostrado tener varios talentos más allá de la música y se profundizan en temas de actuación y teatro. Recientemente, participó en el primer festival de cine ecuatoriano en la ciudad de Nueva York, donde se proyectaron 13 películas ecuatorianas, incluyendo “Feriado” película en la que Cristina actuó y fue productora asociada.

Es una artista multidisciplinaria nacida en Miami, su madre es de nacionalidad ecuatoriana y su padre norteamericano.
"Creo que ser multicultural es una bendición y haber vivido en tantos lugares me ha dado una visión del mundo" acotó Cristina. Cristina ha vivido en varios lugares como: Roma, Quito, Los Ángeles, Miami y Galápagos.
Desde muy pequeña se enamoró de la música y tocó el piano durante algunos años. Pasó diecisiete años de su vida en Ecuador, en donde a la edad de doce años descubrió que la actuación formaría parte de su vida. Con diecisiete años de edad, viajó a Italia con su madre e ingresó a la academia La Scaletta en donde se formaría como actriz. Años más tarde estudió en la Academia Americana de Arte Dramático en Los Ángeles, en donde descubrió nuevos estilos de vida, amigables con el medio ambiente y lo hippie. Al final de los años 90´s fundó y contribuyó como directora ejecutiva de la Fundación Teatro “El Socavón de Guápulo” en Quito, Ecuador, también constituyó una banda llamada "La Baronesa y sus Amantes".
Para el año 2016 Cristina Morrison fue invitada como conferencista en TEDx Galápagos. Su charla, "Mi alma necesita dejar una huella", se enfocó en cómo las Islas Galápagos nutre su inspiración y proceso creativo al momento de crear canciones.
Como actriz ha trabajado en cine, teatro y televisión y en cuanto a la música, Cristina suma dos álbumes, una banda y exitosas presentaciones en Ecuador, Miami y Nueva York.
Es una de las principales patrocinadoras de "Arteducarte", este es un programa educativo a través de las artes en todas las escuelas públicas de la isla Isabela – Archipiélago de Galápagos desde 2009. Este programa educativo está respaldado por los ingresos de sus ventas récord.
Además, Cristina Morrison ha realizado charlas, talleres, mentorías y ha sido panelista en distintas conferencias.
La artista americo-ecutoriana opina que un artista independiente necesita tener para lograr un éxito dentro de la industria incluye: el proceso de producción, el proceso creativo, y la dirección artística. Asimismo, piensa que existen varios caminos que se deben recorrer para lograr alcanzar un mejor posicionamiento a nivel nacional e internacional que incluyen promocionar su música en los medios televisivos, radiales y a través de internet, en todas sus plataformas de las cuales se consideran como más importantes las redes sociales: Instagram y Twitter. Para promocionar su música, Cristina ha realizado diferentes viajes. También, el trabajo que se realiza debe ser registrado bajo licencias legales. Además, Morrison piensa que el trabajo artístico de la música debe tener una responsabilidad social y tener inspiración en causas personales.
Especializada en jazz, jazz latino y música latina, moda, accesorios y arte. La música realizada en festivales sirve para recaudar fondos para distintas organizaciones

## Repertorio musical
- Dentro de su disco-grafía se encuentran 5 discos los cuales son: impredecible (voces de mujer), el cual está copado en su totlidad con colaboraciones; just one of those thigs; baronesa; stand still (remix) y I love. Las cuales juntas suman 55 canciones.[9] Impredecible: voces de mujer cuyas principales canciones son: De que callada manera feat. Lena Burke; Angel de luz feat Mirella Cesa; Dos gardenias feat. Magos Herrera; Inútil paisagem feat. Barbara Mendes.[9] Baronesa cuyas principales canciones son: Corcovado (quiet nigths of quiet stars); The sky is in your eyes; Vocalise for my mother. I love cuyas principales canciones son: Summer in New York; Fifteen day affair; I love. [9] Todo el repertorio de Cristina ha sido producido y hecho por ella mismo; la gran mayoría en las Islas Galápagos; este sitio fue elegido gracias a la paz y tranquilidad que ella sentía estando ahí.[10]